# ЛМ-67
ЛМ-67 — радянський експериментальний чотиривісний трамвайний вагон, вироблений на ленінградському ВАРЗі. Єдиний екземпляр вагона ЛМ-67 № 5210 був побудований в 1967 році на базі ЛМ-57 з іншими переднім і заднім майданчиками для відпрацювання зовнішнього вигляду нових перспективних трамвайних вагонів (ЛМ-68). Вагон працював до кінця квітня 1986 року, коли експлуатація всіх ЛМ-57 була припинена, і був зданий в металобрухт в серпні 1986 року.
За технічними даними повністю аналогічний ЛМ-57.